# ロブ・パイク
ロバート（ロブ）・C・パイク（英: Robert "Rob" C. Pike、1956年 - ）は、カナダ出身のソフトウェア工学者でありソフトウェア作家。ベル研究所でのUNIX開発、その後の Plan 9 と Inferno というオペレーティングシステムの開発で知られる。また、Limbo というプログラミング言語の作者でもある。また、UNIX用のグラフィカル端末 Blit の開発も行った。それ以前の1981年、彼は世界初のUNIX用ウィンドウシステムのコードも書いている。
長年にわたって、彼はテキストエディタを数々開発している。特によく知られているのは、sam と Acme である。パイクはブライアン・カーニハンと共に『UNIXプログラミング環境』と『プログラミング作法』という2冊の著書を著している。また、ケン・トンプソンと共にUTF-8の開発を行った。パイクは細かいプログラムも開発しており、例えば電子メールの差出人の顔写真の画像を表示するプログラム vismon などがある。
パイクはコメディデュオ Penn and Teller のテクニカルアシスタントとして、テレビ番組『レイト・ショー・ウィズ・デイヴィッド・レターマン』に出演したことがある。パイクはジョークとして、1980年のオリンピック（モスクワオリンピック）のアーチェリー競技で銀メダルを取ったと言っていた。実際には、パイクはカナダ国籍であり、カナダはモスクワオリンピックをボイコットした。
現在はGoogleに勤務しており、Sawzallとプログラミング言語Goの開発に関わっている。

## 語録
- 「UNIXはただ死んだだけでなく、本当にひどい臭いを放ち始めている」 - 1991年ごろ
- 「オブジェクト指向設計はコンピューティングにおけるローマ数字だ[注釈 1]」-
- 「単純なキャッシュバグなどというものはない」 -
- 「キャッシュはアーキテクチャではない。単なる最適化だ」 -
- 「ソケットはI/Oインタフェースの X Window である」 -
- 「真空を満たそうとしても、いつまでも吸い込まれることがある」 - X Window System について
- 「Unix は please とは決して言わない」 -
- 「そういった日々は過ぎ去り、賛辞は Perl にもたらされた」 -  単機能ツールについて
- 「私は悩みをリストアップし始めたが、そのあまりの長さにいやけがさし、何も考えないことにした。我々は1970年代の賞味期限切れのオペレーティングシステムをよく使っている。それで多くのことをしたし、楽しんだが、現実を直視しよう。Unix の基本設計は Slashdot の読者の大半よりも古く、この30年間にコンピューティングやネットワーキングに関する素晴らしいアイデアが多数生み出された。Unix を使うということは、デヴィッド・キャシディの音楽だけを聴くようなものだ」 -